# Yoshikazu Yasuhiko
Yoshikazu Yasuhiko (en japonès: 安彦 良和, Hepburn: Yasuhiko Yoshikazu, nascut el 9 de desembre de 1947) és un animador, artista de manga i director d'anime japonès. És conegut sobretot per ser el dissenyador de personatges i director d'animació de l'anime original de Mobile Suit Gundam, que va començar l'any 1979. Aquell mateix any, va començar a treballar com a artista de manga, que era el seu somni des de petit. El seu manga ha estat aclamat per la crítica i ha guanyat nombrosos premis.

## Joventut
Nascut el 1947 a Engaru, Hokkaidō, Yasuhiko va començar a dibuixar manga al tercer grau de primària. A l'institut va aprendre els fonaments del marxisme per part d'un dels professors, i es va inspirar en ell. En aquell moment, el món se centrava en la Guerra del Vietnam, una guerra per delegació entre els Estats Units capitalistes i la Unió Soviètica socialista. Yasuhiko va dir que veure com una superpotència com els Estats Units debastava un petit país com el Vietnam el convertia naturalment en "antiamericà". A més, va veure com el Japó feia de còmplice dels EUA donant suport a la guerra a través de la base aèria de Yokota i la base aèria de Misawa, malgrat tenir una constitució pacifista, cosa que va qualificar d'imperdonable. Yasuhiko va començar a assistir a la Universitat d'Hirosaki el 1966. Membre de la Nova Esquerra, es va convertir en un líder del moviment estudiantil Zenkyōtō i va participar en les protestes contra la guerra. El setembre de 1969, Yasuhiko va ser arrestat sota la sospita d'haver-se introduit il·legalment a la Universitat d'Hirosaki, sent posteriorment expulsat.

## Carrera
Després de traslladar-se a Tòquio als 22 anys, Yasuhiko es va incorporar a l'escola de formació de Mushi Productions i va començar a treballar com a animador tot i somiar amb convertir-se en artista de manga. Des d'aleshores ha admès sovint que ni tenia cap interès per l'animació ni sabia què implicava la feina, però simplement es va presentar a través d'un anunci del diari per capritx i per guanyar-se la vida. No va ser fins que va fer un storyboard de Space Battleship Yamato (1974) que va començar a trobar la feina interessant. Més tard, Yasuhiko es va fer autònom i va treballar en diverses produccions d'anime per a cinema i televisió. Alguns dels seus treballs més destacats com a dissenyador de personatges i director són Brave Reideen, Combattler V, Mobile Suit Gundam i Giant Gorg. Menys conegut és el fet que va ser el dissenyador de personatges originals de Dirty Pair, il·lustrant els contes de Haruka Takachiho, que el 1980 es van convertir en la novel·la The Great Adventures of the Dirty Pair.
Yasuhiko va dir que havia abandonat el manga perquè tenia la impressió que els artistes de manga havien d'utilitzar bolígrafs i ell personalment no era ni capaç de dibuixar amb un. No obstant, mentre treballava a Space Battleship Yamato, va visitar a Leiji Matsumoto, que li va dir que els artistes de manga també podien utilitzar pinzells. Yasuhiko va fer el seu debut al manga amb Arion (1979–1984). El 1981 va guanyar el Premi Seiun en la categoria d'art. Yasuhiko va convertir Arion en una pel·lícula d'animació que va dirigir i coescriure el 1986. Aquell mateix any, va començar el manga Venus Wars (1986–1990), que més tard també va adaptar a una pel·lícula. Yasuhiko es va convertir en artista de manga a temps complet el 1989. Va serialitzar Namuji de 1989 a 1991. Va guanyar un premi a l'excel·lència als premis de l'Associació de dibuixants del Japó de 1992. A mitjans dels anys noranta, Yasuhiko va crear obres com Joan, una història en tres volums d'una jove francesa que vivia en l'època de la Guerra dels Cent Anys, la vida de la qual és paral·lela a la de Joana d'Arc; i Jesús, un manga biogràfic en dos volums sobre la vida de Jesucrist. Yasuhiko va crear Ōdō no Inu entre 1998 i 2000. L'any 2000, li va valer un premi a l'excel·lència al Japan Media Arts Festival.
Yasuhiko va serialitzar Mobile Suit Gundam: The Origin durant deu anys, del 2001 al 2011. Va afirmar que, en la seva ment, "Gundam" és només la sèrie d'anime original de 1979 i que és l'única de la qual es responsabilitza. L'artista també va dir que els lliuraments posteriors de la franquícia es van centrar més en els "Newtypes" que es veuen a la sèrie, fet que va provocar que els crítics i otakus no entenguessin el tema de Gundam. Yasuhiko va afirmar, a més, que els autors de l'atac de sarín al metro de Tòquio el 1995 estaven "sen dubte familiaritzats" amb Gundam i els "Newtypes". Com a tal, "Vaig haver de fer un altre treball per corregir les distorsions en la comprensió de "Gundam"--, i per això vaig acabar dibuixant The Origin en resposta a la sol·licitud de Sunrise". El manga té més de 10 milions de còpies en circulació, i li va valer el Premi Seiun 2012 en la categoria de còmics.
Yasuhiko va tornar a l'animació a la dècada de 2010 per dirigir les adaptacions de l'anime Mobile Suit Gundam: The Origin.
A continuació, Yasuhiko va crear Ten no Ketsumyaku, sobre un estudiant a la Manxúria la vigília de la guerra russo-japonesa, per a la revista Monthly Afternoon entre gener de 2012 i setembre de 2016. El 2015, va guanyar un premi especial per la seva trajectòria als Premis Animation Kobe. Yasuhiko va començar Inui a Tatsumi -Siberia Shuppei Hishi- a Monthly Afternoon el 25 de setembre de 2018. La sèrie històrica ambientada durant la Intervenció Siberiana es va anunciar com el seu últim manga serialitzat. Va ser honrat amb un premi especial per la seva trajectòria al 44è Premi de Cinema de l'Acadèmia del Japó el 2021. També va rebre un premi a la seva trajectòria als premis cinematogràfics 2022 organitzats per l'Agència d'Afers Culturals. Yasuhiko va declarar que la pel·lícula del 2022 Mobile Suit Gundam: Cucuruz Doan's Island, que va dirigir, seria el seu darrer treball en animació.

## Estil
Quan era nen, a Yasuhiko li agradava especialment l'art de Mitsuteru Yokoyama. El seu propi manga és conegut per les seves escenes d'acció. Yasuhiko no crea notes, esbossos o noms per endavant, dibuixa directament sobre el paper manuscrit de BB Kent amb llapis. Inusualment, després de decidir la disposició del panell de la pàgina, comença dibuixant les cares dels personatges. També, de manera inusual, entinta totes les parts del seu manga amb un pinzell Sakuyo, excepte els panells, que es fan primer amb un bolígraf de línia fina. Passa dos o tres pinzells per a un capítol de 30 pàgines. Yasuhiko va dir que no sap com utilitzar la tinta blanca, així que entinta l'espai negatiu que deixa.
Michael Toole d'Anime News Network va escriure que en definir l'aspecte dels personatges de Gundam, Yasuhiko també va estar definint l'aspecte dels personatges d'anime de ciència-ficció dels anys vuitanta en general i per extensió. Yasuhiko signa la seva obra d'art com "YAS".

## Filmografia

### Televisió
- Wandering Sun (1971) (disseny de personatges)
- Zero Tester (1973) (animador)[25]
- Space Battleship Yamato (1974) (guió)
- Brave Raideen (1975) (disseny de personatges, director d'animació)
- Wanpaku Omukashi Kum Kum (1975) (guió, creador original, disseny de personatges, director d'animació)
- Combattler V (1976) (disseny de personatges)
- Robokko Beeton (ろぼっ子ビートン, 1976) (disseny de personatges, director d'animació)
- Zambot 3 (1977) (disseny de personatges)
- Les aventures del petit príncep (1978) (disseny de personatges)
- Mobile Suit Gundam (1979) (disseny de personatges, director d'animació en cap)
- Shiroi Kiba White Fang Monogatari (Ullal Blanc) (1982) (disseny de personatges, director d'animació)
- Giant Gorg (1984) (director en cap, storyboard (eps. 1, 4), creador original, disseny de personatges, director d'animació)
- Mobile Suit Zeta Gundam (1985) (disseny de personatges)
- Super Atragon (1995) (disseny de personatges)
- Strange+ (2014) (il·lustració del crèdit final de l'episodi 8)

### OVA
- Kaze to Ki no Uta Sanctus: Sei Naru ka na (1987) (director, storyboard).[26]
- Crusher Joe OAV (disseny de personatges)
- Mobile Suit Gundam Unicorn (2009) (disseny de personatges original, il·lustracions per a la novel·la lleugera original)
- Mobile Suit Gundam: The Origin (2015) (director en cap, storyboard eps. 1–4, manga original, disseny de personatges)

### Pel·lícula
- Crusher Joe the Movie (1983) (director, guió, guió, storyboard, disseny de personatges, director d'animació)
- Arion (1986) (director, disseny de personatges)
- Venus Wars (1989) (història original, director, disseny de personatges)
- Mobile Suit Gundam F91 (1991) (disseny de personatges)
- Mobile Suit Gundam: Cucuruz Doan's Island (2022) (director)

## Manga
- Arion (1979–1984)
- Kurd no Hoshi (1985–1987)
- Venus Wars (1986–1990)
- C Kouto (1987–1988)
- Namuji (1989–1991)
- Nijiiro no Trotsky (1990–1996)
- Zinmu (1992–1995)
- Anton (1992–1995)
- Joan (1995–1996, spelled Jeanne in Japanese)
- Jesus (1997)
- Maraya (1998)
- Waga na wa Nero (1998–1999)
- Ōdō no Inu (1998–2000)
- Dattan Typhoon (2000–2002)
- Nomi no Ō (2001)
- Mobile Suit Gundam: The Origin (2001–2011)
- Alexandros Sekai Teikoku e no Yume (2003)
- jp (Uruwashijima Yume Monogatari) (2006–2012)
- jp (Ten no Ketsumyaku) (2012–2016)
- Inui to Tatsumi -Siberia Shuppei Hishi- (2018–present)

## Altres obres
- " Sora no Uta ~Higher and Higher~/Hisōbi " (2019) – senzill de la banda Luna Sea – dues il·lustracions de portada per a l'edició limitada.[27]
- " The Beyond " (2020) – senzill de la banda Luna Sea – il·lustració de portada.[28]